# رعوئيل
رعوئيل أو يثرون أي صاحب الفضيلة، هو شخصية في العهد القديم، كان كاهنًا في مدين، وكان له سبعة بنات، اتخذ موسى إحداهن وهي صفورة. يختلف العلماء حول ما كان هو نفسه حوباب أم لا، يقول أحد الآباء بدير الأنبا مقار «يلزم أن نفرق بين رعوئيل يثرون وبين حوباب (المحبوب) الذي جاء ذكره في سفر العدد 10: 29، فهو ابن رعوئيل المدياني وشقيق صفورة زوجة موسى، وإن كان قد دُعي حما موسى، فإن هذا تعبير قديم يعبر عن أي علاقة نسب من جهة الزوجة (قض 1: 16، 4: 11) وقد رافق حوباب بني إسرائيل في رحلتهم كمرشد لهم في دروب الصحراء». ويعتقد بعض العلماء المسلمين أنه هو نفسه شعيب.

## في الأديان اللاحقة

### في الدرزية
يثرون، والد زوجة موسى غير العبري، هو شخصية محورية، لا سيما في الطقوس والحج، في الديانة الدرزية. ويُعتبر نبيًا في العقيدة الدرزية. مقام النبي شعيب بإسرائيل هو الموقع المعترف به من قبل الدروز على أنه قبر شعيب، ويقع المقام في حطين في الجليل الأسفل وهو أقدس مزار وأهم موقع حج للدروز. في 25 أبريل من كل عام، يجتمع الدروز في الموقع في عطلة تُعرف باسم زيارة مقام النبي شعيب لمُناقشة شؤون المجتمع وإحياء ذكرى وفاة يثرون بالغناء والرقص والولائم. مزار درزي يقع آخر في عين قنية هو مكان الدفن المفترض لشقيقة يثرون بحسب المعتقدات الدرزية، الست شاهوانا.
يُقدَّر يثرون باعتباره النبي الأكبر في الديانة الدرزية. ويعتقدون أنه كان «نبيًا خفيًا» و«حقيقيًا» تواصل مباشرةً مع الله ثم نقل هذه المعرفة إلى موسى، والذي يصفونه بأنه «نبي معترف به» و«نبي موحى». وفقًا للعقيدة الدرزية، سمح لموسى أن يتزوج صفورة، ابنة يثرون، بعد أن ساعد في إنقاذ بناته وقطعانهم من الرعاة المتنافسين. كما أنه يعتبر سلفًا للدروز؛ كما يعبر عنه بعض الدروز البارزين مثل أمل نصر الدين، ووفقًا لسلمان طريف، وهو شيخ درزي بارز، فإن هذا يجعل الدروز مرتبطين باليهود عن طريق الزواج. وقد استخدم هذا الرأي لتمثيل عنصر من عناصر العلاقة الخاصة بين اليهود الإسرائيليين والدروز. كما أن لدروز إسرائيل حكاية خرافية تسمى «انتقام يثرون من [المسلمين السنة] سكان قرية حطين».

### في الإسلام
في الإسلام وُرد ذكر يثرون في القرآن باعتباره نبيًا أُرسل إلى مدينة مديان، وهلك قومه بسبب فسادهم إلا للمؤمنين. ويُعتقد أنه حمو النبي موسى.